# Forêts pluviales du Sud-Est de la Papouasie
Localisation
Les forêts pluviales du Sud-Ouest de la Papouasie forment une écorégion définie par le fonds mondial pour la Nature (WWF). Elle couvre l'immense majorité de la péninsule Papoue (en) en Papouasie-Nouvelle-Guinée. Elle appartient à l'écozone australasienne et au biome des forêts décidues humides tropicales et subtropicales. 